# Linienschiffsdivision
Die Linienschiffsdivision bestand in der Reichsmarine als Zusammenführung von Linienschiffen.

## Geschichte
Als am 15. Oktober 1923 der Oberbefehlshaber der Seestreitkräfte eingerichtet wurde, wurde die Linienschiffsdivision ihm direkt unterstellt. Führer war der Flottenchef.
Die Linienschiffsdivision war im Verband an den Herbstübungen beteiligt und unternahm unterschiedliche Auslandsreisen.
Mit der Einrichtung des Flottenkommandos im April 1925 wurde ein 2. Admiral der Linienschiffsdivision, in Personalunion Befehlshaber der Seestreitkräfte der Nordsee, geschaffen, die Unterstellung der Linienschiffsdivision wechselte unter das Flottenkommando.
Ebenso wurden die dem neuen Flottenkommando unterstellten Befehlshaber neu ausgerichtet und die Schiffe der Linienschiffsdivision diesen zugeordnet.

## Gliederung
Oktober 1923
- Braunschweig (Flaggschiff)
- Hannover
- Hela (Tender)

April 1925
- Braunschweig (Flaggschiff), beim Befehlshaber der Seestreitkräfte der Nordsee
- Hannover, beim Befehlshaber der Seestreitkräfte der Ostsee
- Hessen, beim Befehlshaber der Seestreitkräfte der Ostsee
- Elsass, beim Befehlshaber der Seestreitkräfte der Nordsee
- Hela (Tender)